# 파티 (음식)
파티(파트와: pati, 영어: patty 패티[*]) 또는 자메이카 패티(파트와: Jumiekan pati 주미에칸 파티, 영어: Jamaican patty 저메이컨 패티[*])는 자메이카의 페이스트리이다. 고기, 채소, 해산물, 아키, 치즈 등을 소로 넣은 페이스트리로, 겉에 울금을 섞은 달걀 노른자를 발라 노릇노릇한 색을 낸다.

## 역사
식민지 시기에 소개된 영국식 패스티에 인도계 이민자의 쿠민과 커리 양념, 아프리카계 노동자의 카옌고춧가루, 자메이카의 토종 스코치보닛고추 등이 더해져 발전한 음식이다.

## 같이 보기
- 브라이디
- 파스텔
- 파테 아이시엥
- 패스티